# Station Tegel
Tegel is een station van de S-Bahn van Berlijn, gelegen in het gelijknamige stadsdeel in het noorden van de Duitse hoofdstad. Het station ligt aan de Kremmener Bahn en werd geopend op 1 oktober 1893. Het 300 meter ten noordwesten gelegen metrostation Alt-Tegel geldt als officiële overstapmogelijkheid, die ook op kaarten wordt weergegeven. Beide stations zijn evenwel niet fysiek met elkaar verbonden. Even ten noorden van station Tegel bevindt zich de spoorwegovergang Gorkistraße, een van de weinige gelijkvloerse kruisingen van het Berlijnse S-Bahnnet. Het station heeft een eilandperron en telt twee sporen om het kruisen van treinen mogelijk te maken. De aansluitende lijn is namelijk in beide richtingen enkelsporig.

## Geschiedenis
Op 1 oktober 1893 kwam het eerste deel van de Kremmener Bahn in gebruik tussen Berlijn en Velten, ruim twee maanden later volgde het traject tot Kremmen. De enkelsporige lijn, die in Reinickendorf aftakte van de Preußische Nordbahn, kreeg onder andere een station in het dorp Tegel. Ten westen van de sporen verrees een stationsgebouwtje, dat door middel van een tunnel met het perron verbonden werd en tegenwoordig onder monumentenbescherming staat. Nadat de locomotievenfabriek Borsig zich in 1898 in Tegel vestigde, won de Kremmener Bahn sterk aan betekenis. Ten behoeve van het goederenverkeer werd de lijn verdubbeld en tot Tegel grotendeels kruisingsvrij gemaakt. In 1905 was de ombouw gereed en werd het station van Tegel uitgebreid met een goederenemplacement.
In de jaren 1920 begon men diverse stads- en voorstadslijnen in en om Berlijn te elektrificeren, hetgeen uiteindelijk tot de vorming van het S-Bahnnet zou leiden. In 1927 stopten de eerste elektrische S-Bahntreinen in Tegel.
In 1945 werd het tweede spoor in station Wittenau opgebroken, de Kremmener Bahn werd weer enkelsporig. Berlijn was inmiddels een gedeelde stad, en het stadsdeel Tegel behoorde tot de westelijke Franse sector. Station Tegel werd in gebruik genomen door de Franse krijgsmacht; de zogenaamde Franzosenzüge vervoerden tot in de jaren 1980 Franse soldaten van Tegel via de Ringbahn naar Straatsburg. Ook het S-Bahnverkeer bleef doorgaan, maar dit ook in het westen van de stad door de Oost-Duitse spoorwegen (Deutsche Reichsbahn) geëxploiteerde vervoermiddel werd na de bouw van de Muur massaal geboycot door de West-Berlijners. Veel lijnen werden verwaarloosd en de diensten werden steeds verder ingekrompen. De Kremmener Bahn bleef echter in gebruik, ook toen de DR na een staking van het West-Berlijnse S-Bahnpersoneel in 1980 de dienst op een groot aantal trajecten geheel staakte. De overname van het westelijke S-Bahnnet door stadsvervoerbedrijf BVG in 1984 betekende alsnog een voorlopige sluiting voor de Kremmener Bahn en station Tegel.
Pas na de val van de Muur zou de S-Bahn terugkeren in Tegel. Nadat de Kremmener Bahn was opgeknapt gingen er in mei 1995 weer treinen rijden. Het gerestaureerde station Tegel was voorlopig het eindpunt van de lijn, die in december 1998 werd doorgetrokken tot Hennigsdorf. Sindsdien wordt station Tegel bediend door lijn S25, die elke twintig minuten Hennigsdorf verbindt met Teltow via het centrum van Berlijn. Het goederenstation van Tegel is inmiddels buiten gebruik gesteld.